# Fisher Tull
Fisher Aubrey Tull (Waco, Texas, 24 september 1934 – Huntsville, Texas, 23 augustus 1994) was een Amerikaans componist, muziekpedagoog en trompettist.

## Biografie
Tull studeerde vanaf 1952 aan het College of Music van de Universiteit van Noord-Texas in Denton en behaalde in 1956 zijn Bachelor of Music in Music Education en in 1957 zijn Master of Music in muziektheorie en trompet-speel. In 1965 promoveerde hij tot Doctor of Philosophy in compositie. Een van zijn belangrijkste leraren was ongetwijfeld Samuel Adler. 
In 1957 werd hij docent aan de Sam Houston State University in Huntsville, waar van 1965 tot 1982 tot hoofd van de afdeling muziek beroepen werd. Hij was bestuurslid van de Texas Association of Music Schools. 
Al tijdens zijn studiejaren had hij meer dan 100 bewerkingen voor dansorkesten, radio en televisie-producties geschreven. Zijn eerste serieuze werken waren voor koper-ensembles gevolgd van werken voor symfonisch blaasorkest. Met zijn Toccata won hij in 1970 de Ostwald Award van de American Bandmasters Association (ABA). Hij kreeg ook andere onderscheidingen en prijzen, zoals de prijs van de Texas Composers Guild, van de American Society of Composers, Authors and Publishers (ASCAP) en van het Artists Advisory Council of the Chicago Symphony Orchestra. Met de Men of Music medal van de "Kappa Kappa Psi" broederschap is hij naast de Orpheus Award van de "Phi Mu Alpha Sinfonia" broederschap onderscheiden.
Als componist kreeg hij opdrachten van solisten en orkesten uit de hele wereld. 

## Composities

### Werken voor orkest
- 1964 Concerto No. 1, voor trompet en orkest
- 1974 Concerto No. 2, voor trompet en strijkers
- 1994 The Final Covenant
- Allen’s Landing (Ballet)
- Capriccio
- Concertino, voor hobo en strijkers
- Dialogues for Percussion
- Overture for a Legacy
- Rhapsody for Trumpet
- The Thread of the Fates
- Three Episodes

### Werken voor harmonieorkest
- 1969 Terpsichore
- 1969 Toccata for band
- 1970 Antiphon, voor harmonieorkest
- 1971 Sketches on a Tudor Psalm
- 1973 March for Tripod
- 1973 Reflections on Paris
- 1974 Concerto No. 2, voor trompet en harmonieorkest
- 1974 Credo, voor harmonieorkest
- 1975 Studies in Motion
- 1975 Cryptic Essay, voor harmonieorkest
- 1976 Jargon (after William Billings)
- 1978 Accolade, voor harmonieorkest
- 1978 Prelude and Double Fugue, voor harmonieorkest
- 1978 The Final Covenant "In memoriam to the Texas men and women in the United States military who sacrificed for this great country"
- 1980 Concerto Grosso, voor koperkwintet en harmonieorkest
- 1980 Rhapsody, voor trompet en harmonieorkest
- 1982 Fanfare, voor harmonieorkest en antiphonal koper
- 1983 Ceremonial Proclamation
- 1983 Introit, voor harmonieorkest
- 1984 Chant of the Phoenix
- 1987 Concerto voor piano en harmonieorkest
- 1987 Requiem, voor harmonieorkest
- 1992 A Passing Fantasy
- Centennial Vista
- Saga of the Clouds

### Werken voor koperensemble en slagwerk
- 1960 Liturgical Symphony
  1. Lento - Allegretto
  2. Pesante
  3. Allegretto
- 1962 Variations on an Advent Hymn (Veni Emmanuel)
  1. Theme and Variation I
  2. Variation II
  3. Variation III
  4. Variation IV
- 1965 Soundings
- 1981 The Binding
- 1984 Quodlibet
- 1987 Brevard Fanfare
- Commendation

### Missen, cantates en gewijde muziek
- 1984 Missa Brevis, voor gemengd koor en slagwerk

### Werken voor koor
- 1963 Two Poems, voor vrouwenkoor, harp en piano
- 1965 Winter Bells, voor vrouwenkoor
- 1971 The Seasons of Man, voor gemengd koor en twee trompetten
- 1975 An Indian Prayer, voor gemengd koor en piano
- 1978 A Floral Fancy, voor gemengd koor en piano
- 1982 A Verse of Solace, voor gemengd koor
- 1985 Ballad of Good Counsel, voor mannenkoor en trombonekwartet
- Song of the Holy Children

### Kamermuziek
- 1954 Vignette, voor trompet en piano
- 1961 Canonical Trilogy, voor vier trompetten
- 1961 Exhibition, voor koperkwintet
- 1962 Sonata, voor altviool en piano
- 1965 Coup de Brass, voor koperkwintet
- 1966 Scherzino, voor blazers-ensemble (piccolo, 3 fluiten, 3 klarinetten, basklarinet)
- 1966 Suite, voor blazerskwintet
- 1967 Diversion, voor zes trombones
- 1967 Sketches, voor vijf koperblazers
- 1967 Trio, voor trompet, hoorn en trombone
- 1967 Tubular Octad, voor vier eufonia en vier tubas
- 1968 Concert Piece, voor vier trombones
- 1968 Erato, voor fluit en piano
- 1968 Lament, voor vier hoorns en tuba
- 1970 Concertino, voor hobo en piano
- 1973 Cyclorama I, voor fluit-ensemble
- 1974 Cyclorama II, voor saxofoon-ensemble
- 1974 Fantasia on a Sonata of Domenico Scarlatti, voor fluit (of basfluit) en klavecimbel
- 1974 Fantasy on L'homme arméé, voor hobo en piano
- 1974 Sarabande and Gigue, voor saxofoon en piano
- 1975 Three Bagatelles, voor trompet en piano
- 1978 Segments, voor acht trompetten
- 1980 Five Inventions, voor twee klarinetten
- 1981 Nonet, voor blazers, slagwerk en piano
- 1982 Fusion, voor fluit, trombone en piano
- 1983 Colloquy, voor saxofoon en slagwerk
- 1986 Olympic Fanfare, voor koperkwintet
- 1986 Sonata, voor trompet en piano
- 1987 Concerto, voor piano en blazers
- 1987 Concerto da camera, voor saxofoon en koperkwintet
- 1987 Dialogue, voor alt- en tenorsaxofoons
- 1987 Rhapsody, voor trompet en piano
- 1988 Scherzo, voor hoorn en piano
- 1991 Trio Sonata, voor viool, klarinet en piano
- 1992 Chamber Concerto, voor trombone en blazerskwintet

### Werken voor piano
- 1963 Two Fabrications, voor piano

### Werken voor slagwerk
- 1967 Sonatina, voor slagwerk-ensemble

## Discografie
- Sam Houston State University Symphonic Band and Wind Ensemble, Ralph L. Mills, Conductor (1981). The Compositions of Fisher A. Tull, v. 2. LP. Golden Crest Records.

## Publicaties
- Fisher A. Tull: A Survey of the Functions and Characteristics of Trumpet Embouchure,  North Texas State College, 1956. 35 p.
- Fisher A. Till: An Analysis of the Works for Solo Trumpet by Alan Hovhaness,  Thesis M.M.,North Texas State College, 1957. 70 p.
- Richard William Byrd: "A Stylistic Analysis of the Solo and Chamber Music of Fisher A. Tull." Ph.D. dissertation. Lexington, Kentucky: University of Kentucky. (1992).
- Alan J. Wenger: The Solo Compositions for Trumpet of Fisher Aubrey Tull - an analysis of structural, technical and stylistic elements for performance preparation, D.M.A., Performance, University of North Texas, 2002. viii, 150 p.